# Qalat (huyện)
Qalat là một huyện thuộc tỉnh Zabol, Afghanistan. Dân số thời điểm năm 1999 là 28,379 người.